# 煽动分裂国家罪
煽动分裂国家罪，是在《中华人民共和国刑法》、《中华人民共和国香港特别行政区维护国家安全法》中列明的一種刑事罪名。
煽动分裂国家罪是指以各种方式对他人进行鼓吹，使他人做出破坏国家统一的行为。违反一个社会团体的根本规则，同时熟悉此规则，进行不同方式的曲解，从而达到自己分裂组织的目的。

## 刑法罪名

### 定义
煽动分裂国家罪，是指煽惑、挑动群众分裂国家、破坏国家统一的行为。本罪在客体、主体。主观要件方面与分裂国家罪相同。分裂国家、破坏国家统一，是指窃据地方权力，抗拒中央领导，脱离中央，搞地方割据或地方独立，或者制造民族矛盾和民族分裂，破坏统一的多民族国家。只要行为人进行以分裂国家、破坏国家统一为宗旨的煽动行为，不管其所煽动的对象是否接受或相信所煽动的内容，也不管其是否去实行所煽动的行为，都应属于本条规定的煽动行为。本罪属于行为犯罪，行为人只要具有煽动分裂国家、破坏国家统一的行为，不论是否得逞，是否造成严重后果，都应构成犯罪既遂。
《中华人民共和国刑法》第一百零三条第二款规定煽惑、挑动群众分裂国家、破坏国家统一的行为。本罪在客观方面表现为煽惑、挑动群众分裂国家、破坏国家统一的行为。煽动是指行为人以语言、文字、图像等方式对他人进行鼓吹煽动，意图使他人接受或相信所煽动的内容或去实行所煽动的分裂国家的行为，而并非行为人自己实行，这是煽动分裂国家罪与分裂国家罪的根本区别。煽动的对象，可以是一人或众人。煽动的方式多种多样，可以是发表言论、散布文字、制作、传播音像制品等等。
《刑法》第一百零三条第二款规定，“煽动分裂国家、破坏国家统一的，处五年以下有期徒刑、拘役、管制或者剥夺政治权利；首要分子或者罪行重大的，处五年以上有期徒刑。”第一百一十三条第二款规定，犯本章之罪的，可以并处没收财产。第五十六条规定，对于危害国家安全的犯罪分子应当附加剥夺政治权利；独立适用剥夺政治权利的，依照本法分则的规定。
2000年12月18日，《全国人民代表大会常务委员会关于维护互联网安全的决定》规定，对有下列行为之一，构成犯罪的，依照刑法有关规定追究刑事责任：（一）利用互联网造谣、诽谤或者发表、传播其他有害信息，煽动颠覆国家政权、推翻社会主义制度，或者煽动分裂国家、破坏国家统一。
1998年12月17日，最高人民法院《关于审理非法出版物刑事案件具体应用法律若干问题的解释》（法释〔1998〕30号）第一条规定，
明知出版物中载有煽动分裂国家、破坏国家统一或者煽动颠覆国家政权、推翻社会主义制度的内容，而予以出版、印刷、复制、发行、传播的，依照刑法第一百零三条第二款或者第一百零五条第二款的规定，以煽动分裂国家罪或者煽动颠覆国家政权罪定罪处罚。
1999年12月20日，最高人民法院、最高人民检察院《关于办理组织和利用邪教组织犯罪案件具体应用法律若干问题的解释》（法释〔1999〕19号）第七条规定，
组织和利用邪教组织，组织、策划、实施、煽动分裂国家、破坏国家统一或者颠覆国家政权、推翻社会主义制度的，分别依照刑法第一百零三条、第一百零五条、第一百一十三条的规定定罪处罚。第八条规定，对于邪教组织和组织、利用邪教组织破坏法律实施的犯罪分子，以各种手段非法聚敛的财物，用于犯罪的工具、宣传品等，应当依法追缴、没收。
2003年5月15日，《关于办理妨害预防、控制突发传染病疫情等灾害的刑事案件具体应用法律若干问题的解释》规定，
利用突发传染病疫情等灾害，制造、传播谣言，煽动分裂国家、破坏国家统一，或者煽动颠覆国家政权、推翻社会主义制度的，依照刑法第一百零三条第二款、第一百零五条第二款的规定，以煽动分裂国家罪或者煽动颠覆国家政权罪定罪处罚。
根据《关于依法惩治“台独”顽固分子分裂国家、煽动分裂国家犯罪的意见》第七条，以将台湾从中国分裂出去为目的，进行认定之行为者，依照中华人民共和国刑法第一百零三条第一款的规定，以煽动分裂国家罪定罪处罚；其认定标准为：

（1）顽固宣扬“台独”分裂主张及其分裂行动纲领、计划、方案的；
（2）其他煽动将台湾从中国分裂出去的行为。

### 量刑
根据本法第五十六条和第一百一十三条的规定，犯本罪的，应当附加剥夺政治权利，可以并处没收财产。根据本法第一百零六条规定，与境外机构、组织、个人相勾结进行分裂国家犯罪和煽动分裂国家犯罪的，依第一百零三条规定从重处罚。
组织、策划、实施分裂国家、破坏国家统一的，对首要分子或者罪行重大的，处无期徒刑或者十年以上有期徒刑；对积极参加的，处三年以上十年以下有期徒刑；对其他参加的，处三年以下有期徒刑、拘役、管制或者剥夺政治权利。
煽动分裂国家、破坏国家统一的，处五年以下有期徒刑、拘役、管制或者剥夺政治权利；首要分子或者罪行重大的，处五年以上有期徒刑。

### 主从犯认定
《关于办理组织和利用邪教组织犯罪案件具体应用法律若干问题的解释》（法释〔1999〕19号）第九条规定，
对组织和利用邪教组织进行犯罪活动的组织、策划、指挥者和屡教不改的积极参加者，依照刑法和本解释的规定追究刑事责任；对有自首、立功表现的，可以依法从轻、减轻或者免除处罚。对于受蒙蔽、胁迫参加邪教组织并已退出和不再参加邪教组织活动的人员，不作为犯罪处理。

## 港区国安法罪名

### 背景
1988年8月發表《基本法》第1稿，稿內第22條（即《第23條》前身）全文是：香港特別行政區須立法禁止任何破壞國家統一或顛覆中央人民政府的行為。1989年2月發表的《基本法》第2稿《第23條》中刪除「顛覆中央人民政府」字眼，以釋疑慮：香港特別行政區應自行立法禁止任何叛國、分裂國家、煽動叛亂或竊取國家機密的行為。《香港基本法》第2章第23條的內容全文如下：香港特別行政區應自行立法禁止任何叛國、分裂國家、煽動叛亂、顛覆中央人民政府及竊取國家機密的行為，禁止外國的政治性組織或團體在香港特別行政區進行政治活動，禁止香港特別行政區的政治性組織或團體與外國的政治性組織或團體建立聯繫。

### 定义与量刑
《中华人民共和国香港特别行政区维护国家安全法》第二十一条规定，任何人煽动、协助、教唆、以金钱或者其他财物资助他人实施本法第二十条规定的犯罪的，即属犯罪。情节严重的，处五年以上十年以下有期徒刑；情节较轻的，处五年以下有期徒刑、拘役或者管制。

## 著名案例
- 2020年7月29日晚上，包括前召集人鍾翰林、前發言人何諾恆在內，多名學生動源前成員被香港警務處國家安全處人員以違反《國安法》為由拘捕，鍾翰林被控「煽動他人分裂國家」。[4][5]
- 2022年8月5日，台灣民族黨副主席楊智淵被浙江省溫州市國家安全局逮捕，被控煽動分裂國家罪；2024年8月26日被溫州市中級人民法院判處有期徒刑九年，剝奪政治權利三年。
- 2025年2月17日，上海市第一中級人民法院判決台灣八旗文化出版社總編輯李延贺（富察）犯「煽動分裂國家罪」。不過國台辦未透露的判決結果。[6][7]據報導，原因與其出版內容被認為顛覆中華民族歷史觀有關。[8]